# Lo passi en cobles
Lo passi en cobles és una obra col·lectiva publicada a València en 1493 que tracta en vers la passió de Jesucrist seguint l'Evangeli segons sant Joan. A més de l'endreça, on els autors dediquen l'obra a sor Isabel de Villena, es compon de tres obres d'extensió variable: la Istòria de la passió de nostre senyor Déu Jesucrist, de Bernat Fenollar i Pere Martines, la Contemplació a Jesús crucificat de Bernat Fenollar i Joan Escrivà, i l'Oració a la sacratíssima verge Maria tenint son fill, Déu Jesús, en la falda, devallat de la creu, de Joan Roís de Corella. L'obra es completa amb un colofó en vers de l'editor, Jaume de Vila.

## Edicions
L'edició incunable de l'obra va ser publicada a València a expenses de Jaume de Vila i es va acabar d'imprimir l'11 de gener de 1493. Se'n conserven sis exemplars, quatre dels quals complets, i només un amb el títol original, retallat i enganxat en la primera pàgina. Posteriorment, aparegué una segona edició, el 1518, i es documenta una tercera edició, impressa el 1564, no conservada en l'actualitat. A més d'aquestes edicions, es conserva una còpia manuscrita de la Contemplació dins l'anomenat Jardinet d'orats, de 1486, anterior per tant a la seua publicació. L'obra no fou reeditada fins al segle xx, quan Francesc Martí Grajales va publicar el text de l'incunable tenint a la vista els exemplars incomplets de la Universitat de València, tot i que amb diverses omissions.